# کراسنی (آدیغیه)
کراسنی (به لاتین: Krasny) یک منطقهٔ مسکونی در روسیه است که در شهرستان کوشخابلسکی واقع شده‌است. کراسنی ۲۲۱ نفر جمعیت دارد.